# قانون الوساطة
أصدر نابليون بونابرت، القنصل الأول للجمهورية الفرنسية، قانون الوساطة في 19 فبراير 1803 من أجل حل الجمهورية الهلفتية، التي كانت قائمة منذ غزو القوات الفرنسية لسويسرا عام 1798، وإقامة الاتحاد السويسري مكانها. فبعد انسحاب القوات الفرنسية في يوليو 1802، انهارت الجمهورية (في حرب ستيكليكريغ الأهلية). كان قانون الوساطة محاولة نابليون للتوصل إلى حل وسط بين النظام القديم والجمهورية. استمرت هذه المرحلة الانتقالية من التاريخ السويسري حتى عودة البلاد إلى الفدرالية في 1815. أسقط القانون أيضًا كيان تاراسب المستقل ومنحه إلى غراوبوندن.

## نهاية الجمهورية الهلفتية
بعد الغزو الفرنسي عام 1798، تأسست الجمهورية الهلفتية التي تتسم بالمركزية والجمهورية لتحل محل الاتحاد السويسري القديم ذو الحكم الأرستقراطي واللامركزي. ومع ذلك، كانت التغييرات مفاجئة وكاسحة للغاية وتجاهلت الإحساس القوي بالهوية الذي كان يتمتع به معظم السويسريين تجاه كانتوناتهم أو مدنهم. وطوال السنوات الأربع اللاحقة، برزت الحاجة إلى القوات الفرنسية في كثير من الأحيان من أجل دعم الجمهورية الهلفتية أمام الثورات. قُسمت كذلك حكومة الجمهورية بين الأحزاب «الوحدوية» (التي تدعم حكومة مركزية واحدة قوية) والأحزاب «الفيدرالية» (التي تدعم الاتحادية أو الكانتونات المتمتعة بالحكم الذاتي). وبحلول عام 1802، قُدمت مسودة الدستور، ولكنها أُلغيت في يونيو 1802 خلال تصويت شعبي. وفي يوليو، سحب نابليون القوات الفرنسية من سويسرا، ظاهريًا من أجل الامتثال لمعاهدة أميان، أما واقعيًا ليظهر للسويسريين أن أفضل تطلعاتهم تكمن في مناشدته.
وبعد انسحاب القوات الفرنسية في صيف عام 1802، ثار سكان الريف (الذين كانوا مناصرين أقوياء للفيدرالية) ضد الجمهورية الهلفتية. وفي كانتون ليمان، اندلعت ثورة بورلا بابي ضد استعادة ملكيات الأراضي الإقطاعية وضد الضرائب. وفيما قُدمت تنازلات لتهدئة هذا التمرد، أدت حرب الهراوات (الستيكليكريغ) اللاحقة، سُميت بذلك بسبب الستاكلي أو «الهراوة الخشبية» التي حملها المتمردون، إلى انهيار الجمهورية. وبعد عدة اشتباكات عدوانية مع القوات الرسمية للجمهورية الهلفتية، التي يعوزها العتاد والحافز على حد سواء (اشتباكات رينغباس على جبل بيلاتوس في 28 أغسطس، وهجمات بالمدفعية على برن وزيورخ خلال سبتمبر، ومناوشات في فو في 3 أكتوبر)، كفت الحكومة المركزية في البداية عن المقاومة عسكريًا (في 18 سبتمبر، منسحبة من برن إلى لوزان) ثم انهارت تمامًا.

## قانون الوساطة
ومع تبني نابليون لدور الوسيط، اجتمع ممثلو الكانتونات السويسرية في باريس من أجل إنهاء الصراع وحل الجمهورية الهلفتية رسميًا. وعندما صدر قانون الوساطة في 19 فبراير 1803، حاول معالجة القضايا التي مزقت الجمهورية ووفر البنية من أجل كونفدرالية جديدة تخضع للنفوذ الفرنسي. وكان جزء كبير من لغة القانون مبهمًا وفيه لبس، مما أتاح للكانتونات مجالًا واسعًا للتأويل.
صرح نابليون في ديباجة قانون الوساطة أن الحالة السياسية الطبيعية لسويسرا هي الفدرالية وأوضح دوره كوسيط.
شملت الأقسام التسعة عشر من القانون الكانتونات التسعة عشر التي كانت قائمة آنذاك في سويسرا. استُعيد الأعضاء الثلاثة عشر الأصليين للكونفدرالية القديمة وأُضيفت 6 كانتونات جديدة. كان اثنان من الكانتونات الجديدة (سانت غالن وغراوبوندن أو غريسو) في السابق «أعضاء مستقلين»، فيما كانت الكانتونات الأربعة الأخرى أراضٍ خاضعة (أي تسيطر عليها كانتونات أخرى) احتُلت في أوقات مختلفة - أرغاو (1415)، تورغاو (1460)، وتيتشينو (1440، 1500، 1512)، وفو (1536). وحصلت خمسة من الكانتونات الستة الجديدة ـ باستثناء غراوبوندن ـ على حكومات حديثة ذات تمثيل سياسي. ومع ذلك، في الكانتونات الثلاثة عشر الأصلية، ظلت العديد من مؤسسات ما قبل الثورة على حالها. استُعيدت اللانتسغومايندن، أو المجالس الشعبية، في الكانتونات الديمقراطية، وكانت حكومات الكانتونات في حالات أخرى خاضعة لمجلس رئيسي (تشريعي) ومجلس جزئي (تنفيذي). وبشكل عام، كانت السلطات الممنوحة للدولة واسعة للغاية.
حددت الفقرات الأربعين، التي عُرفت باسم القانون الفدرالي أو قوانين الكونفدرالية، واجبات الحكومة الفدرالية وسلطاتها. وشملت مسؤوليات الاتحاد ما يلي: تحقيق المساواة بين جميع المواطنين، وتشكيل جيش فدرالي، وإزالة حواجز التجارة الداخلية والدبلوماسية الدولية. ولن يُسمح بوجود طبقات اجتماعية ذات امتيازات أو أراض خاضعة. وقد ورد ذكر سويسرا في كامل القانون. أصبح بذلك كل مواطن سويسري حرًا في التنقل والاستقرار في أي مكان في الكونفدرالية الجديدة. وضمنت الكانتونات احترام دساتير بعضها البعض وحدودها واستقلالها. وكان التاغزاتسونغ أو المجلس أعلى هيئة حكومية، ويُعقد كل عام في إحدى المدن الرئيسية الست (فريبورغ، وبرن، زولوتورن، وبازل، وزيورخ، ولوسيرن). وترأس المجلس اللاندمان دير شويز الذي كان حاكمًا للمدينة الرئيسية التي يجتمع فيها البرلمان خلال العام. وفي المجلس، مُنحت ستة كانتونات يزيد عدد سكانها عن 100,000 نسمة (برن وزيورخ وفو وسانت غالن وغراوبوندن وأرغاو) صوتين، ولم يكن لكل من الكانتونات الأخرى سوى صوت واحد.
أُضيف تعديلان للقانون، يضمان 13 و9 مواد على الترتيب، وتناولا عملية الانتقال من الجمهورية الخائبة إلى الكونفدرالية الجديدة. ومُنح لويس دافري، الذي تولى منصب اللاندمان دير شويز خلال الفترة الانتقالية، صلاحيات واسعة حتى يتمكن البرلمان من الاجتماع. وداخل الكانتونات، كانت الحكومات المحلية تدار من قِبل لجنة مكونة من سبعة أعضاء لحين إجراء انتخابات جديدة.
أعلن البيان الختامي للقانون أن سويسرا أرض مستقلة وأوعز للحكومة الجديدة بحماية البلاد والدفاع عنها.

## نهاية الوساطة
شكل قانون الوساطة انتصارًا سياسيًا هامًا لنابليون. إذ تمكن من درء انتشار الاضطراب السويسري إلى إمبراطوريته الناشئة أو إضعاف جيشه. أنشأ قانون الوساطة دولة عازلة مؤيدة لفرنسا مع النمسا والولايات الألمانية. حتى أنه أضاف لقب وسيط الاتحاد السويسري إلى ألقابه الأخرى في 1809.
وفي حين ظل قانون الوساطة ساريًا حتى نهاية سلطة نابليون في 1813 وكان خطوة هامة في تطور الكونفدرالية السويسرية، إلا أن الحقوق الموعودة في قانون الوساطة سرعان ما بدأت تتلاشى. وفي عام 1806، مُنحت إمارة نوشاتيل إلى المارشال برتييه. واحتلت القوات الفرنسية تيتشينو من 1810 إلى 1813. وفي عام 1810 أيضًا، احتُلت فاليه وحولت إلى إقليم سيمبلون الفرنسي لتأمين ممر سيمبلون. استمرت القوات السويسرية بالخدمة في الحملات الخارجية مثل الغزو الفرنسي لروسيا، الأمر الذي قوض حيادها الذي حافظت عليه وقتًا طويلًا. وفي الداخل، قيد المجلس في 1805 حرية التنقل من كانتون إلى آخر (رغم وجود نصها في الدستور)، وذلك من خلال اشتراط الإقامة لمدة عشر سنوات، قبل منح الحقوق السياسية داخل الكانتون أو منح الأهلية للانتفاع من الملكية الجماعية.
أصبح وضع سويسرا حرجًا بمجرد أن بدأت قوة نابليون في التراجع (1812 - 1813). إذ عبر النمساويون الحدود في 21 ديسمبر 1813، بدعم من الحزب الرجعي في سويسرا، ودون أي مقاومة حقيقية من جانب المجلس. وفي 29 ديسمبر، تحت ضغط من النمسا، ألغى المجلس دستور عام 1803 الذي وضعه نابليون من خلال قانون الوساطة.
وفي 6 أبريل 1814، اجتمع ما يسمى بالمجلس الطويل ليحل محل الدستور. ظل المجلس مجمدًا حتى 12 سبتمبر، وذلك عندما حصلت فاليه ونوشاتيل وجنيف على العضوية الكاملة في الكونفدرالية. مما زاد عدد الكانتونات إلى 22. ومع ذلك، لم يحرز البرلمان تقدمًا كبيرًا حتى انعقاد مؤتمر فيينا.